# Kostel svatého Bartoloměje (Milevsko)
Kostel svatého Bartoloměje v Milevsku je římskokatolický farní a děkanský kostel postavený roku 1866. Nachází se uprostřed náměstí v Milevsku v okrese Písek. Je chráněn jako kulturní památka České republiky.

## Historie

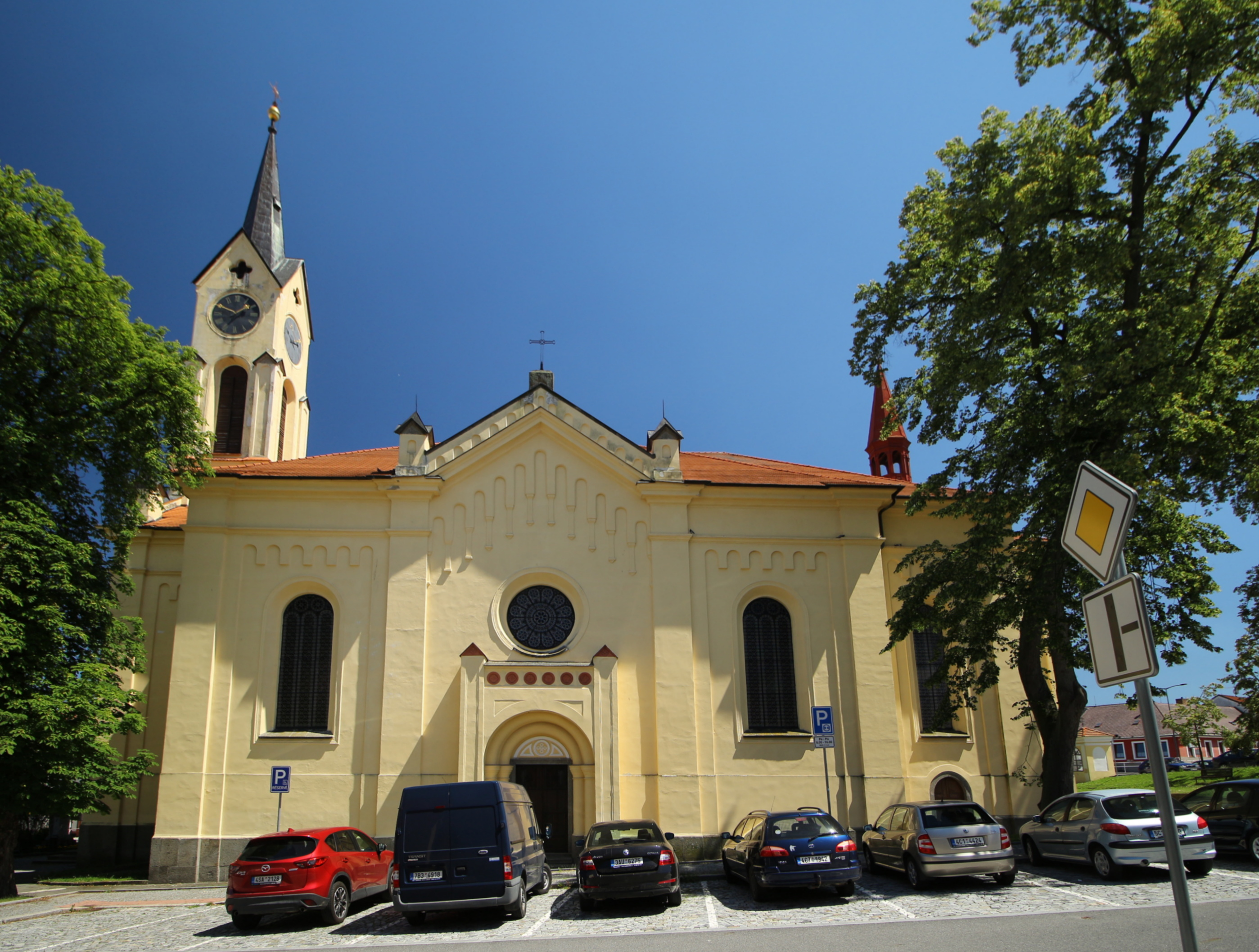
Západní strana kostela

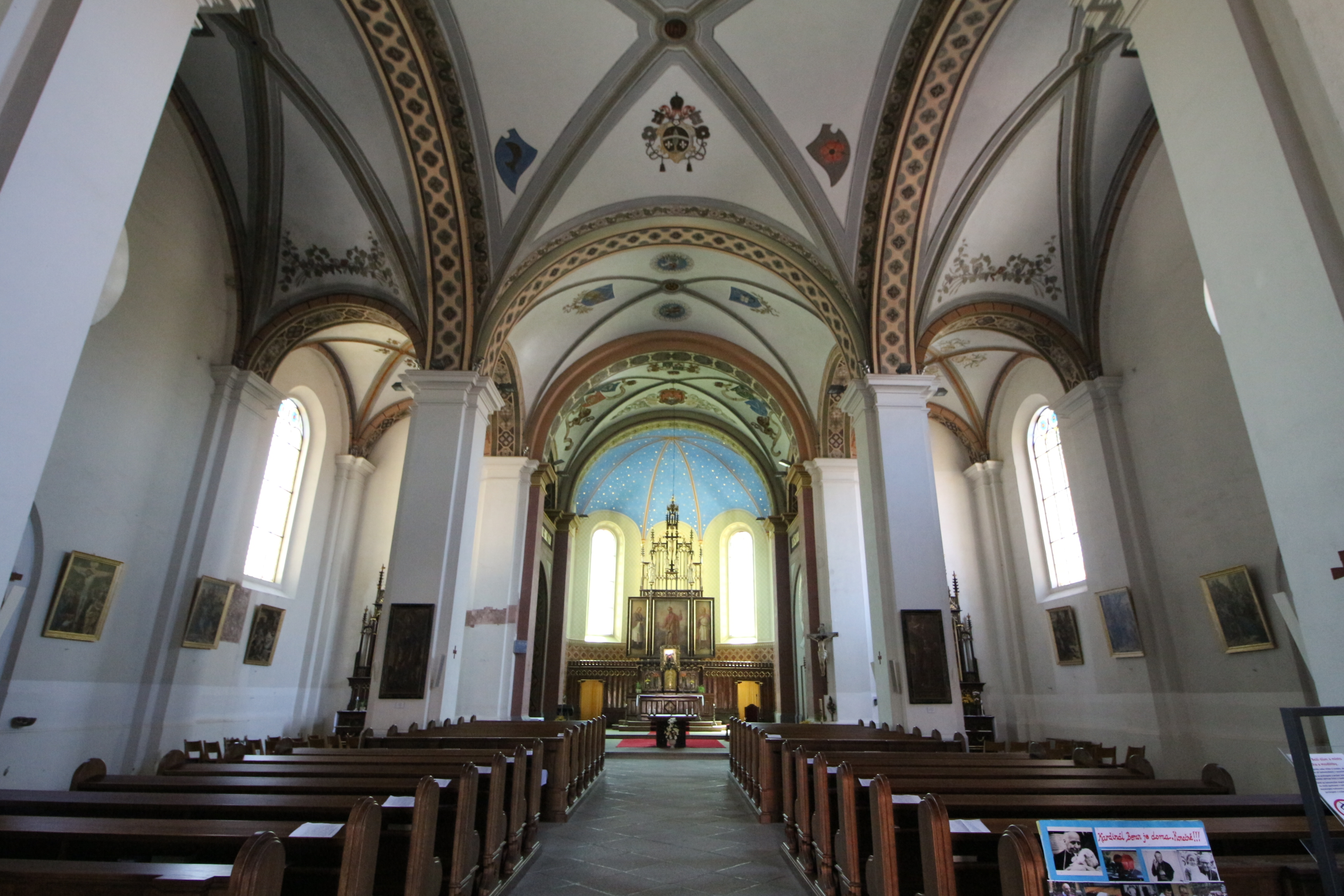
Interiér kostela sv. Bartoloměje

Současný kostel, trojlodní neorientovaná stavba v novorománském slohu z roku 1866, byl vystavěn v místě původního kostelíka ze 16. století. Původní kostel byl z hrubých žulových kvádrů. Nechal jej postavit Jindřich ze Švamberka po požáru města v roce 1513. V 19. století byl původní kostel velmi zchátralý a také kapacitně nedostačoval, a proto byla zahájena veřejná sbírka na jeho obnovu. Finanční částkou přispěl také samotný císař František Josef I., poté byl kostel odsvěcen a v roce 1863 započaly bourací práce.
Současný kostel byl postaven jako projev díků za přežití atentátu na císaře Františka Josefa I. Základní kámen položil 7. září 1863 opat strahovského kláštera Jeroným Josef Zeidler. Stavba kostela trvala tři roky. Kostel byl slavnostně vysvěcen 26. srpna 1866.
Většina mobiliáře kostela pochází z doby jeho výstavby na konci 19. století, ale některé umělecké předměty sem byly přeneseny i z jiných míst. Autorem hlavního oltáře je milevský řezbář Karel Burda. Okolo kostela byl v roce 1869 zřízen okrasný park s lipami.
Vlevo za kostelem se nachází barokní kaplička, zasvěcená svatému Janu Nepomuckému.